# Campanha presidencial de Jair Bolsonaro em 2018
A campanha presidencial de Jair Bolsonaro, ocorrida em 2018, foi oficializada em convenção nacional pelo Partido Social Liberal (PSL), em 22 de julho de 2018. A escolha do vice-presidente para compor a chapa presidencial só foi oficializada em 5 de agosto de 2018, quando o General Hamilton Mourão foi escolhido durante uma convenção do Partido Renovador Trabalhista Brasileiro (PRTB).
Jair Bolsonaro foi o primeiro candidato à presidência que conseguiu levantar mais um milhão de reais em doações durante a campanha de 2018.

## Campanha

### Candidatura

Bolsonaro na convenção que o escolheu como candidato à presidência pelo PSL.

Jair Bolsonaro candidatou-se à presidência da República Federativa do Brasil pelo Partido Social Liberal nas eleições presidenciais de 2018 com General Mourão (do PRTB) como vice, na coligação Brasil acima de tudo, Deus acima de todos. Sua candidatura, que tinha duas contestações, foi deferida por unanimidade pelo Tribunal Superior Eleitoral (TSE).

### Promessas de campanha
Bolsonaro via o nióbio como um recurso natural estratégico. Em 2018, o Brasil possuia 85% do mercado global. Entre as aplicações do metal, estão a liga de ferronióbio, a fabricação de nanocristais e a bateria de nióbio grafeno. Ele havia sugerido que, assim como os Estados Unidos tinham o Vale do Silício, o Brasil poderia desenvolver o "Vale do Nióbio", e se enfureceu com a compra de uma mina do metal pela China Molybdenum que ficava a 200 km da Companhia Brasileira de Metalurgia e Mineração. A ideia havia sido originalmente proposta por Enéas Carneiro.

### Primeiro turno
Participou, em 9 de agosto de 2018, do primeiro debate presidencial, organizado pela Rede Bandeirantes. No dia 17 de agosto, participou do debate organizado pela RedeTV! Por conta da incerteza de sua presença, o debate organizado pela Jovem Pan foi cancelado. Dia 28 de agosto, participou de entrevista ao Jornal Nacional, na TV Globo.

#### Atentado e recuperação

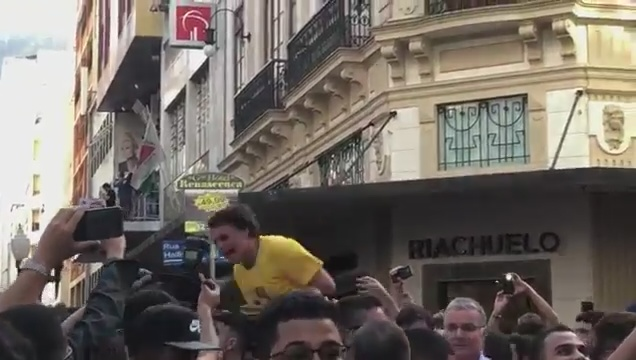
Bolsonaro no momento do atentado.

Em 6 de setembro, Bolsonaro foi esfaqueado enquanto fazia campanha em Juiz de Fora. O autor do golpe de faca ao candidato era Adélio Bispo de Oliveira. Bolsonaro recebeu um atendimento de emergência na Santa Casa de Juiz de Fora, onde se constatou a perda de 45% do sangue no corpo e lesões a veia mesentérica superior, além do intestino grosso e delgado. Após esse primeiro atendimento em Juiz de Fora, Jair Bolsonaro foi transferido para o Hospital Albert Einstein. O primeiro boletim médico após o atentado foi divulgado no dia 9 de setembro. O boletim disse que "o quadro abdominal apresentou melhora nas últimas 24 horas e o paciente persiste em cuidados intensivos e com progresso do tempo de permanência fora de leito e caminhada". No dia 16 de setembro, Bolsonaro recebeu alta da UTI e foi para a unidade semi-intensiva, e do hospital no dia 29 de setembro.

#### Protestos

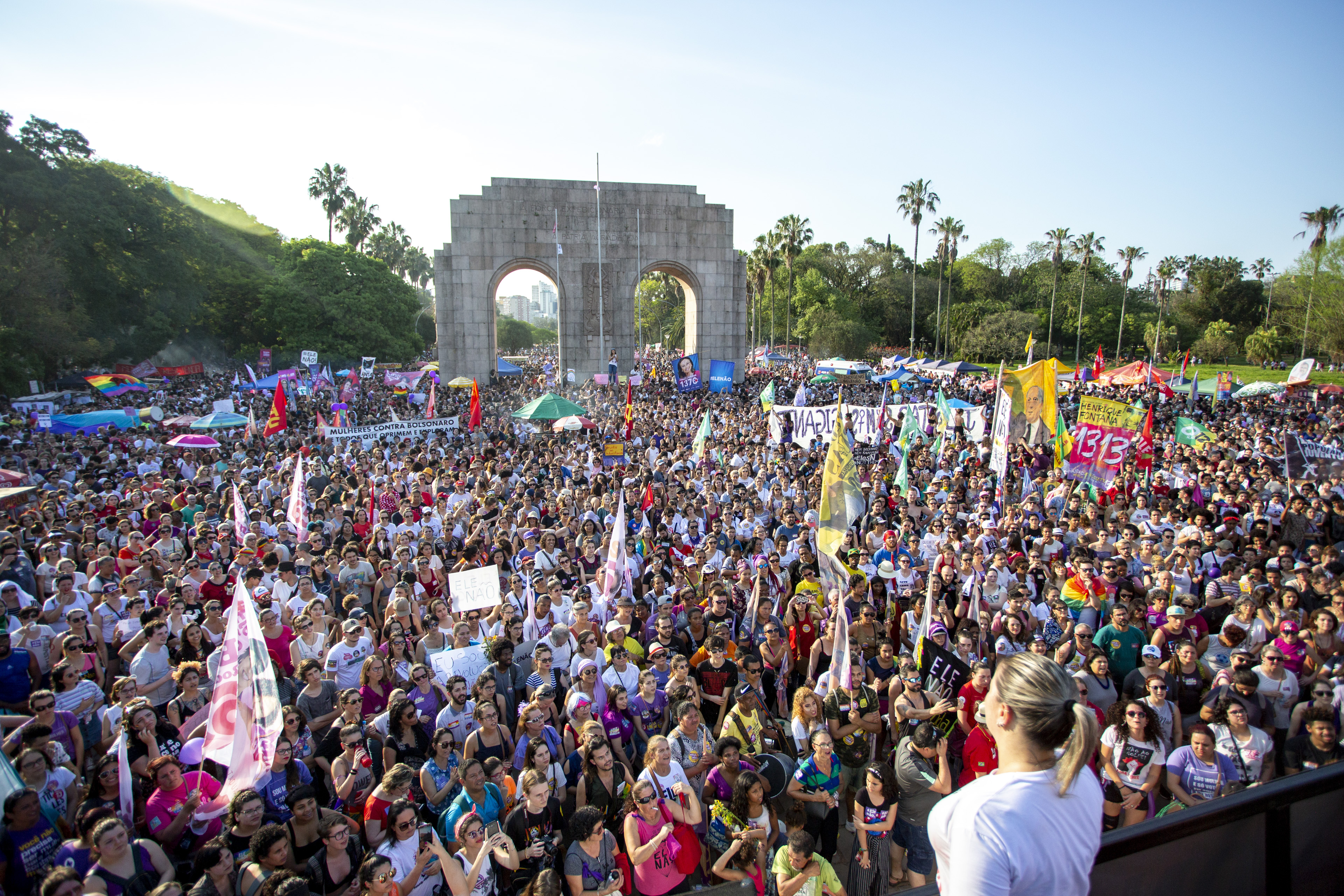
Manifestação contra Bolsonaro em Porto Alegre.

Em 29 de setembro de 2018, usando a hashtag #EleNão, um movimento iniciado nas redes sociais por mais de 2,5 milhões de mulheres contrárias às propostas do candidato reuniu as maiores manifestações de rua no Brasil durante campanha presidencial de 2018. As manifestações aconteceram em mais de 160 cidades de todos os estados do país e também em cidades como Nova Iorque, Barcelona, Berlim, Lisboa e Paris.
No dia 30 de setembro, foram organizados atos de apoio ao candidato. Em Brasília a campanha organizou uma carreata que contou com 25 mil carros, de acordo com a Polícia Militar. Em São Paulo, um ato na Avenida Paulista contou com a presença de 1.8 milhão de pessoas, de acordo com a organização do evento.

#### Manifestações favoráveis

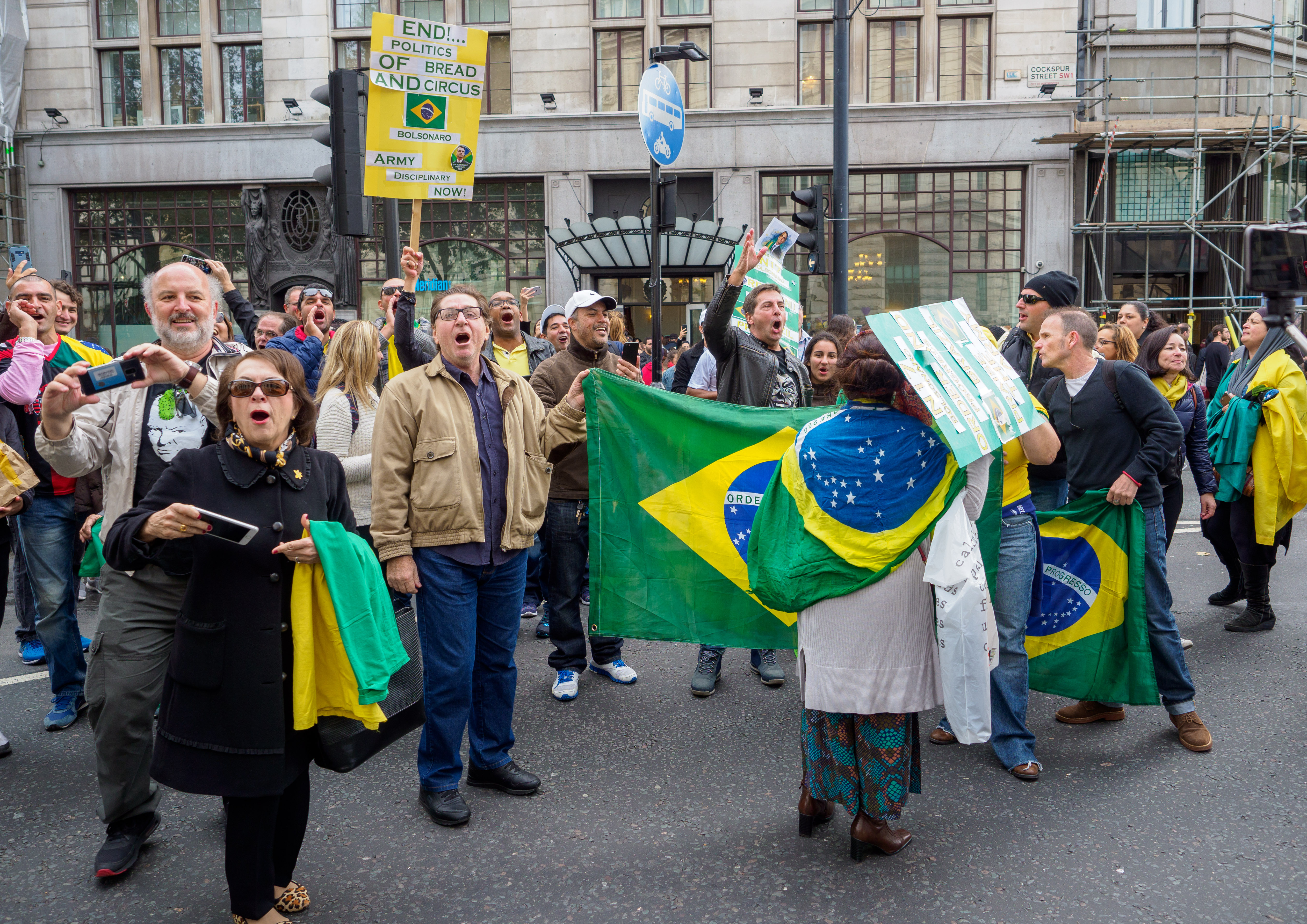
Protesto pró-Bolsonaro em Londres

Os protestos a favor de Jair Bolsonaro, também conhecidos como Movimento #EleSim, foram manifestações populares que ocorreram pelo Brasil, tendo como principal objetivo apoiar a candidatura à presidência de Jair Bolsonaro. As manifestações ocorreram em 29 de setembro de 2018 e em 30 de setembro de 2018, durante a campanha da eleição presidencial no Brasil em 2018, como uma resposta aos Protestos contra Jair Bolsonaro
Foram quarenta cidades em dezesseis estados com atos favoráveis ao parlamentar em 29 de setembro de 2018. Em 30 de setembro de 2018, os atos aconteceram em vinte cidades em nove estados, incluindo capitais, como Belo Horizonte e Brasília.
Em 29 de setembro de 2018 pessoas contrárias a Bolsonaro fizeram manifestações com a hashtag #EleNão. Em resposta, páginas e grupos de redes sociais, e vários movimentos de direita promoveram manifestações a favor da candidatura de Bolsonaro e suas propostas, para promover a sua candidatura, já que estava se recuperando após um atentado.
Protestos atingiram diversas capitais de estados do Brasil, a exemplo de Maceió, Recife, Manaus, Belo Horizonte e Belém. Em Brasília a campanha organizou uma carreata que contou com vinte e cinco mil carros, de acordo com a Polícia Militar. Em São Paulo, um ato na Avenida Paulista contou com, segundo organizadores do evento, o comparecimento de um milhão e oitocentos mil manifestantes; PM não divulgou estimativas.

### Segundo turno
Bolsonaro não participou de nenhum debate com seu oponente Fernando Haddad na primeira semana, após avaliação médica. Posteriormente, foi feita outra avaliação médica, ficando a critério de Bolsonaro participar ou não dos debates. Bolsonaro decidiu não participar ao alegar desconforto causado pela bolsa de colostomia.
A equipe do pesselista elegeu as redes sociais como principal forma de comunicação e manteve o discurso antipetista, entendendo que não seria o momento para apresentação de propostas.

## Plano de governo
Seu plano de governo é denominado 'O Caminho da Prosperidade', em que ele defende a redução de ministérios, além da criação de uma nova pasta na área econômica, o Ministério da Economia, que seria formada pela junção de outras pastas ministeriais; esse ministério dividiria sua atuação na economia junto ao Banco Central, ambas atuando independentemente.[carece de fontes?] Na área da educação, propõe a ampliação do número de escolas militares, e tem como meta a criação de um colégio militar por capital. Na área da saúde, propõe a criação da profissão de médico-de-Estado.
Em 20 de março de 2018, afirmou que, em um eventual governo, pretende fundir os ministérios da Agricultura e do Meio Ambiente para, segundo ele, colocar "um fim na indústria das multas, bem como levar harmonia ao campo". No dia 29 do mesmo mês, afirmou que pretende extinguir o Ministério da Cultura e transformá-lo em uma secretaria vinculada ao Ministério da Educação.
Bolsonaro ainda defende a redução da maioridade penal para 16 anos (posteriormente cogitou em 17, pelo fato de ter maior facilidade em aprovar no Congresso), acabar com a progressão de pena e com as saídas temporárias, e defende o fim das audiências de custódia. Defende a saída do Brasil do Acordo de Paris de 2015, como fez Donald Trump. Com relação ao combate à corrupção, o presidenciável diz que, se eleito, pretende encaminhar para aprovação no Congresso o texto original das Dez Medidas Contra a Corrupção, projeto de lei de iniciativa popular com o Ministério Público Federal que teve trechos suprimidos na votação na Câmara e que desde 2017 está parado no Senado, das quais estão no pacote, aumento das penas para a corrupção de altos valores, a flexibilização de prisões preventivas e a criminalização do caixa dois.
Em outubro de 2018, Bolsonaro posicionou-se contra reeleição e a favor da redução de até vinte por cento do número de parlamentares, de modo a reduzir o gasto público. Além disso, afirmou que possivelmente manterá Ilan Goldfajn como presidente do Banco Central. Mas isso não ocorreu; mais tarde, Roberto Campos Neto foi apontado para ocupar o BC.

### Ministérios
Bolsonaro anunciou alguns possíveis nomes de seus ministros caso eleito. No ministério da Fazenda e Planejamento, o nome de Paulo Guedes foi confirmado. A Casa Civil terá Onyx Lorenzoni e o ministério da Defesa terá como chefe o general Augusto Heleno.

## Apoios

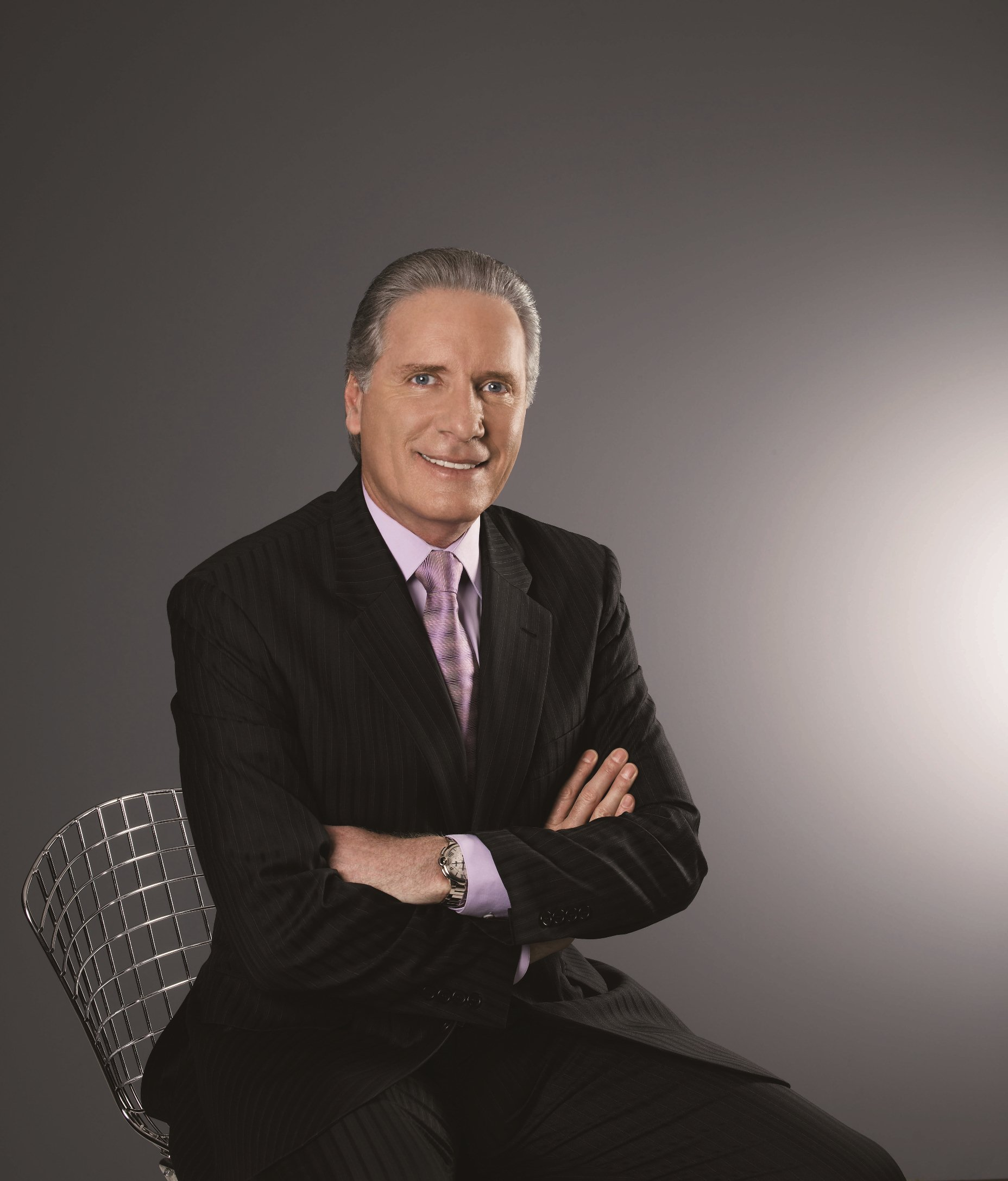
Roberto Justus.

Após o primeiro turno, o PSC declarou apoio a Bolsonaro no segundo turno.
Dentre os que manifestaram apoio a Jair Bolsonaro estão a atriz Regina Duarte, as cantoras Pepê & Neném, os atletas Ronaldinho Gaúcho,  Rivaldo, José Aldo, Wanderlei Silva, os apresentadores Roberto Justus, e Carlos Massa (Ratinho), os empresários Luciano Hang, Meyer Nigri (Tecnisa), Bráulio Bacchi (Artefacto), Sebastião Bomfim Filho (Centauro), e Zilu Camargo, os políticos Ana Amélia Lemos, João Dória, Wilson Witzel , Romeu Zema, Eduardo Leite, José Ivo Sartori, Carlos Eduardo Alves, Amazonino Mendes, o presidente da Câmara dos Deputados Rodrigo Maia, a jurista Janaina Paschoal e a magistrada ex-ministra do Superior Tribunal de Justiça Eliana Calmon.

## Desempenho eleitoral

### Primeiro turno
Obteve 49 276 990 votos no primeiro turno da eleição, que ocorreu dia 7 de outubro, o que corresponde a 46,03% dos votos válidos, sendo o mais votado do turno. Como nenhum candidato atingiu 50% dos votos válidos, o Tribunal Superior Eleitoral convocou o segundo turno da eleição, disputado entre Jair Bolsonaro e Fernando Haddad do Partido dos Trabalhadores (PT). Jair Bolsonaro venceu em 16 estados e no Distrito Federal, ultrapassando 50% dos votos em 13 estados. Jair Bolsonaro foi o candidato mais votado no primeiro turno da eleição da história, superando o recorde anterior de Dilma Roussef em 2010, quando obteve cerca de 47 milhões de votos no primeiro turno.

### Segundo turno
No dia 28 de outubro sucedeu-se o segundo turno da eleição, e Jair Bolsonaro confirmou o resultado do primeiro turno, obtendo 57 797 847 de votos (55,13% dos votos válidos), elegendo-se assim com êxito o 38º presidente da República no Brasil. Bolsonaro repetiu a vitória em 15 estados onde ganhara no primeiro turno e também no Distrito Federal, mas não conseguiu manter a vitória no Tocantins. Bolsonaro interrompeu o ciclo de quatro vitórias consecutivas do Partido dos Trabalhadores, que se repetia desde 2002, quanto Luiz Inácio Lula da Silva venceu a eleição presidencial daquele ano. Bolsonaro foi o décimo presidente militar que chegou à presidência da República, o primeiro desde o princípio da Nova República.

## Candidatos
| Coligação Brasil acima de Tudo, Deus acima de Todos candidatos de 2018 |                                            |
| Jair Bolsonaro                                                         | Hamilton Mourão                            |
| Para presidente                                                        | Para vice-presidente                       |
|                                                                        |                                            |
| Deputado federal pelo Rio de Janeiro (1991–2018)                       | General do Exército Brasileiro (1969–2018) |
| PSL                                                                    | PRTB                                       |
| [ 1 ] [ 74 ] [ 75 ]                                                    |                                            |

## Resultado da eleição

### Eleições presidenciais
| Ano de eleição | Candidato      | Primeiro turno      | Primeiro turno      | Segundo turno       | Segundo turno       |
| Ano de eleição | Candidato      | # do total de votos | % do total de votos | # do total de votos | % do total de votos |
| -------------- | -------------- | ------------------- | ------------------- | ------------------- | ------------------- |
| 2018           | Jair Bolsonaro | 49.275.358          | 46,03%              | 57.797.847          | 55,13%              |

## Controvérsias

### Possível esquema de mensagens em massa
Em 19 de outubro, uma ação judicial movida pelo Partido dos Trabalhadores foi aceita no Tribunal Superior Eleitoral (TSE), tendo como relator o ministro Jorge Mussi, corregedor-geral eleitoral. O processo teve como fundamento uma denúncia do jornal Folha de S.Paulo, segundo a qual certas empresas pagaram, em contratos que chegariam a 12 milhões de reais, pelo envio em massa de conteúdos contra o candidato petista no aplicativo WhatsApp, o que poderia ser classificado como caixa dois. O PT, com o argumento de que houve práticas vedadas pela lei eleitoral, como doação de pessoa jurídica e compra de cadastros de usuários, pediu que Bolsonaro fosse declarado inelegível por abuso de poder econômico e uso indevido de meios de comunicação. Segundo o partido, a campanha de Bolsonaro teria sido beneficiada pela proliferação de fake news (notícias falsas) nas redes sociais. O candidato usou o Facebook para negar envolvimento com esquemas maliciosos e acusou a Folha de "trabalhar para o seu rival" no segundo turno, Fernando Haddad.
O filho de Jair Bolsonaro, Eduardo Bolsonaro, postou em sua conta no Twitter uma foto sua com o Steve Bannon, revelando que este seria "um grande entusiasta da campanha de seu pai" e que "uniriam forças contra o marxismo cultural". Eduardo declarou que a ajuda de Bannon não envolveria trocas financeiras.
O ministro do Tribunal Superior Eleitoral, Luís Roberto Barroso, solicitou a WhatsApp, Facebook, Twitter, Instagram e Google que respondessem sobre possíveis contratos de impulsionamento pela campanha de Jair Bolsonaro, no prazo de três dias. WhatsApp, Twitter, Facebook e Instagram negaram o impulsionamento. A Google relatou que a campanha pagou mil reais em impulsionamentos.

### Empresa fantasma
Uma produtora de vídeo que existe apenas no papel, no centro de Petrolina, em Pernambuco, recebeu 240 mil reais para produzir vídeos para TV e redes sociais da campanha de Bolsonaro, segundo uma reportagem da revista Época. O valor corresponde a cerca de 20% do total gasto na campanha pelo candidato. O endereço da produtora, de nome "Mosqueteiros Filmes Ltda", era uma casa vazia com anúncio de venda e os donos do imóvel disseram que a produtora alugou um escritório lá há muito tempo, mas que saíram há anos.
Outra agência, a "9ideia", responde pelas peças, tem sede em João Pessoa, na Paraíba, e é uma agência publicitária, não produtora de filmes, sendo que não poderia atuar na campanha com os vídeos. Segundo os responsáveis pela "9ideia", eles não têm envolvimento algum com a campanha de Bolsonaro, mas funcionários da agência estariam trabalhando na elaboração das peças do candidato do PSL.

### Abuso de poder de Luciano Hang
O dono da Havan, Luciano Hang, eleitor de Bolsonaro, foi acusado de usar sua influência para tentar controlar a votação de seus funcionários. O TSE ordenou que ele parasse com essa política, obrigando a empresa a exibir em redes sociais e nas próprias lojas, um vídeo declarando que seus funcionários teriam liberdade de votar em quem quiser.

### Ataques de militantes pró-Bolsonaro contra opositores
Foram registrados casos fatais de intolerância politicamente motivados por parte de apoiadores de Bolsonaro ao longo da campanha. De acordo com a Agência Publica foram realizados 50 ataques em todo o país por apoiadores do Bolsonaro vários deles inclui-a agressão contra pessoas LGBT e contra eleitores opositores, em um desses atentados um motociclista teria sido fechado por um carro de forma proposital e logo após ter caído os suspeitos que estavam no veículo teriam gritado "mito, mito, mito!", segundo o motociclista ele teria sido derrubado porque no seu capacete tinha adesivos escrito #elenão.
No dia 30 de setembro de 2018, um cachorro foi morto a tiros em uma carreata pró-Bolsonaro, o caso aconteceu na cidade de Muniz Ferreira, na Bahia (a 203 quilômetros de Salvador). De acordo com relatos dos moradores, o autor desceu de um veículo na passeata e disparou trés vezes contra o pitbull que morreu na hora, a responsável pelo cachorro disse que o mesmo era dócil e não avançou contra ninguém. De acordo com ela, o envolvido se apresentou como policial na delegacia da cidade vizinha, Nazaré das Farinhas. O autor dos disparos de acordo com a Polícia Civil do Estado da Bahia foi identificado e ouvido, mais tarde foi solto alegando legitima defesa

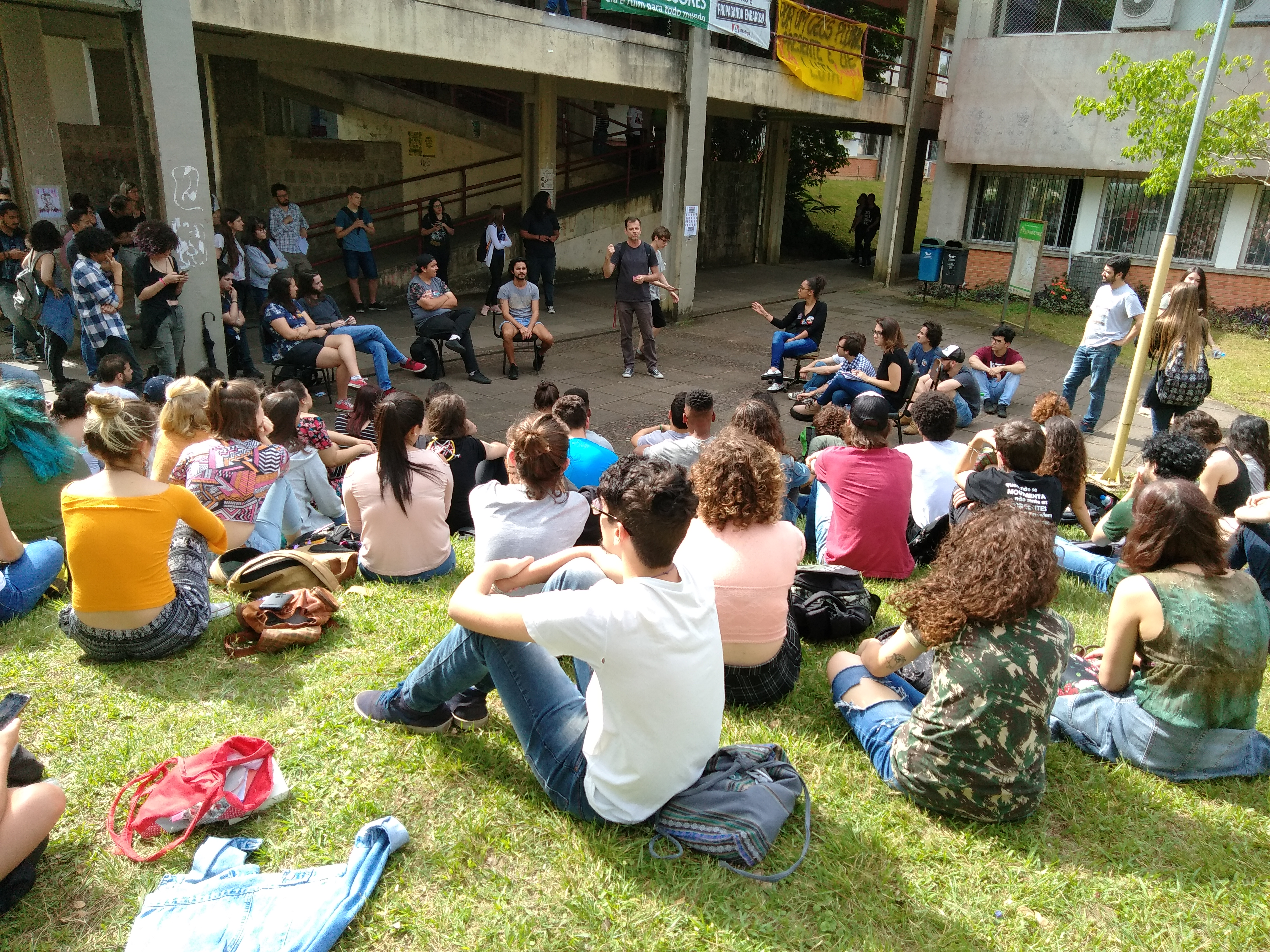
Estudantes da Universidade Federal do Rio Grande do Sul discutem crimes de ódio realizados durante a campanha presidencial.

Na madrugada de 8 de outubro de 2018, o mestre de capoeira Moa do Katendê de 63 anos foi assassinado em Salvador, na Bahia, de acordo com a Secretaria de Segurança Pública da Bahia (SSP-BA), foi esfaqueado após ter feito críticas ao candidato a presidência Jair Bolsonaro, o suspeito do crime identificado como Paulo Sérgio Ferreira de Santana foi detido pela polícia e se encontra preso em Salvador, Moa de Katendê foi enterrado dia 8 de Outubro na capital baiana. Tudo teria acontecido em um bar da localidade do Dique Pequeno, que fica no Engenho Velho de Brotas, Romualdo estava fazendo criticas a Bolsonaro e dizendo que apoiava o PT quando Paulo Sérgio se irritou com Romualdo, depois de uma discussão Sérgio deixou o local e alguns minutos depois voltou com uma faca do tipo peixeira e esfaqueou Romualdo 12 vezes, o Irmão da vitima presenciou tudo. Germínio do Amor Divino Pereira, de 51 anos, que é primo de Moa estava no local e após ver seu primo sendo atacado tentou segurar Paulo e acabou sendo atingido no braço e levado para o Hospital Geral do Estado, o suspeito após esfaquear Moa fugiu do local. O suspeito fugiu logo após o crime mais foi preso pela Policia Militar, de acordo com os policiais ele foi encontrado no banheiro de sua casa e estava com uma mochila com intenção de fugir do local, Paulo Sergio teria mais tarde confessado o crime e disse que estaria bebendo desde a manhã de domingo, a polícia informou que ele disse que estava arrependido de ter cometido o crime. Bolsonaro mais tarde comentou sobre o ocorrido dizendo para seus eleitores não cometerem tais atos e em seguida disse que não tem nada a ver com o caso, pois não tem controle sobre seus apoiadores e ainda alegou que a violência "veio do outro lado".
Também no dia 8 de outubro de 2018 uma mulher prestou boletim por lesão corporal, de acordo com a jovem de 19 anos ela teria sido atacada por três homens ao sair de um ônibus por esta usando uma camisa com a #elenão. O crime teria acontecido no bairro Cidade Baixa, em Porto Alegre, Rio Grande do Sul. A jovem relatou que, após sair do ônibus a caminho de casa, teria sido abordada por três homens que questionaram o uso da camiseta e que, em seguida, teria sido atacada com socos e chutes e sua a barriga marcada a canivete com uma suástica. A jovem prestou boletim na Polícia Civil, declarou também ser LGBT e disse que seu medo aumentou após o atentado. A notícia se espalhou rápido pelo Facebook e Twitter gerando revoltas entre várias pessoas, inclusive algumas pessoas começaram a recomendar que ninguém use camisas com a #elenão para que o acontecido não se repita com ninguém. O laudo médico, no entanto, sugeriu que as marcas tenham sido feitas com consentimento ou em automutilação, e foi indiciada por falsa comunicação de crime.
Uma estudante transexual de vinte e dois anos da Universidade Federal do Paraná foi estuprada. Segundo a vítima, o crime foi cometido por estar portando um adesivo do Movimento EleNão e o estupro lhe teria sido imposto como uma forma de punição por opor-se ao candidato Jair Bolsonaro.
Na madrugada de 16 de outubro, uma travesti foi assassinada no Largo do Arouche, na região central da cidade de São Paulo. De acordo com uma testemunha, quatro homens teriam gritado o nome do candidato do PSL à Presidência, Jair Bolsonaro, durante a briga. Uma vizinha falou ao Universo Online (UOL): "botei a cara na janela e vi a briga logo à frente. Foi uma gritaria demorada, com muitos xingamentos, e os agressores, não sei se um ou mais, gritava algo sobre o fato de a pessoa ser travesti e sobre 'Bolsonaro'".
Bolsonaro lamentou os atos de violência e afirmou que não tem controle sobre os atos de simpatizantes, e disse ainda que dispensa voto de quem comete violência.

### Vídeos e vandalismos de urnas
Durante as eleições do dia 7 de outubro de 2018, o Tribunal Superior Eleitoral (TSE) apurou imagens e vídeos de eleitores com armas nas urnas e outros atos de vandalismo, horas após as votações, vídeos e imagens começaram a surgir nas redes sociais mostrando pessoas levando armas para votar, em um desses vídeos, o eleitor usa uma pistola para pressionar as teclas das urnas e votar no candidato Bolsonaro. De acordo com o vice-procurador eleitoral do TSE, Humberto Jacques de Medeiros o tribunal esta avaliando as imagens, segundo o TSE, 32 pessoas foram detidas, a maioria por usar celulares para filmar e fotografar as urnas, ato considerado crime de acordo com o artigo 91 da Lei 9.504, que proíbe "portar aparelho de telefonia celular, máquinas fotográficas e filmadoras dentro da cabina de votação".

### Apresentação de Roger Waters

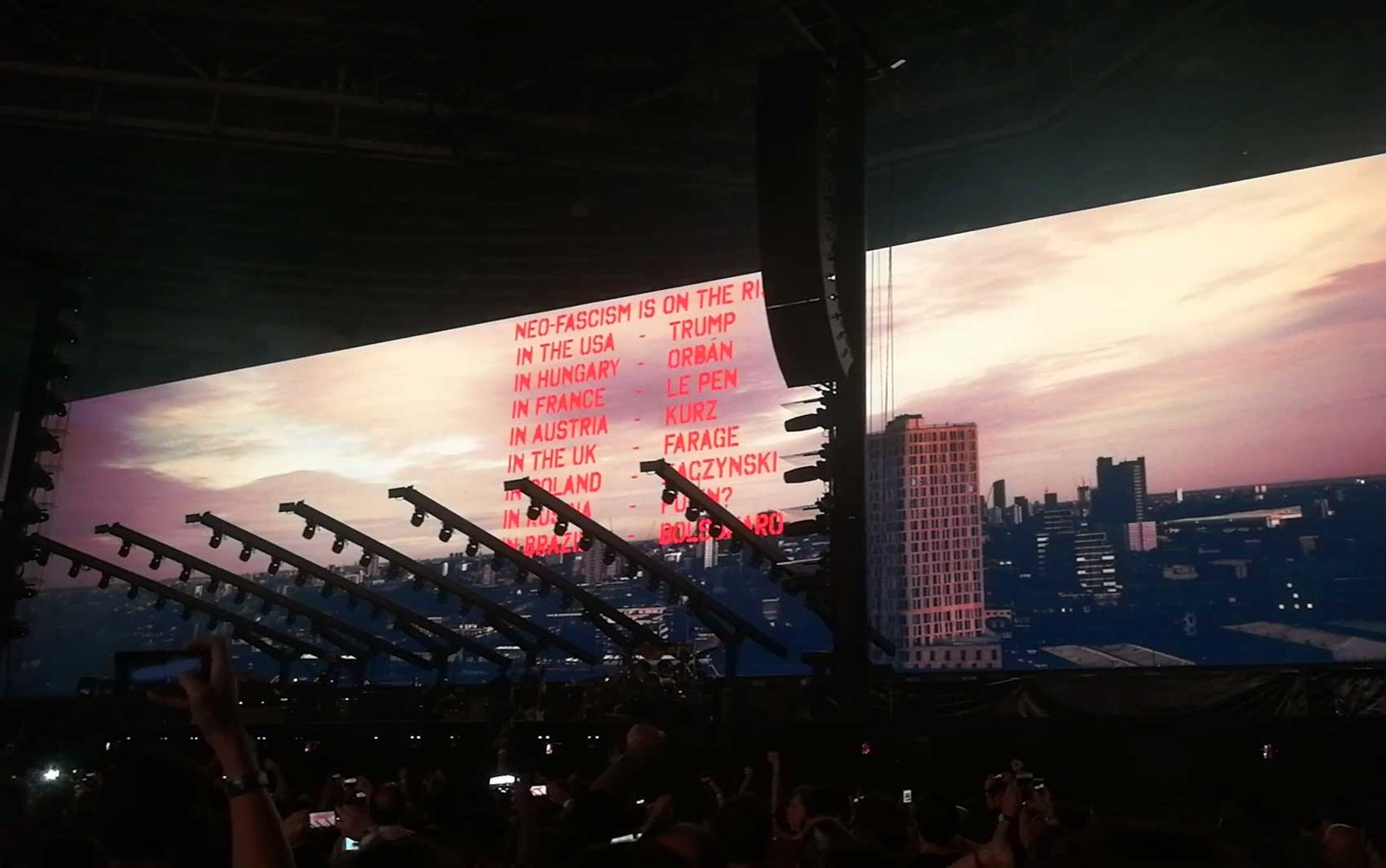
Momento em que aparece a lista de "neo-fascistas" citando no final Jair Bolsonaro

Na noite de 9 de outubro de 2018, Roger Waters, um dos fundadores da banda Pink Floyd, envolveu-se em uma polêmica com o seu público. Waters fazia um show no Allianz Parque, na Barra Funda, Zona Oeste de São Paulo, quando em determinado momento no telão central apareceu a #elenão, hashtag esta usada contra o candidato, Waters ainda incluiu Bolsonaro junto ao presidente americano Donald Trump e outros políticos em uma lista com o nome de "possíveis neofascistas"; o cantor foi recebido com aplausos e vaias pelo seu público.
Desde o início da turnê, Trump foi alvo de críticas por parte de Waters, durante "Pigs" o telão mostrava a frase "Donald Trump é um porco" e também em "Money" mais criticas foram feitas além de Trump, e mostrado líderes europeus como Theresa May e Emmanuel Macron. Em dado momento Roger pede para os fãs resistirem, um longo intervalo após "Another Brick in the Wall". A música termina com um coral de crianças com camisas escritas "resist" (resista) Roger também falam para resistir ao anti-semitismo, destruição do meio ambiente, tortura e ao neo-fascismo alegando que o "neo-fascismo esta crescendo pelo mundo".
Logo após aparecer no telão a hashtag #elenão o público reagiu repetindo a frase porém depois de um tempo ouve gritos de "fora PT", quando a lista dos "neofascistas" apareceu no telão com o nome de Bolsonaro o público reagiu com gritos, aplausos e vaias. depois veio outro coro de "fora PT". Logo após, Roger falou sobre as eleições no Brasil e disse que acreditava nos direitos humanos e criticou o surgimento do fascismo ao redor do mundo, no dia seguinte o cantor foi elogiado e criticado nas redes sociais, muitos acharam a causa nobre, já outros disseram que "ele não deveria se envolver em assuntos que não era de seu país", muitos fãs chegaram até a pedir o dinheiro de volta posteriormente.

### Jogo "Bolsomito 2k18"
O jogo eletrônico "Bolsomito 2K18", em estilo beat'em'up 2D, foi criado pela empresa BS Studios e disponibilizado via Steam em 5 de outubro de 2018. O videogame gerou polêmica e controvérsia nas redes sociais. No game, o jogador assume o papel de Jair Bolsonaro, e tem como objetivo pontuar ao matar militantes LGBTs, feministas e integrantes do Movimento dos Trabalhadores Rurais Sem Terra, já que eles são vistos como "inimigos", e quando são derrotados viram um emoji de fezes. A descrição do jogo em sua página no Steam diz: "Derrote os males do comunismo nesse game politicamente incorreto, e seja o herói que vai livrar uma nação da miséria. Esteja preparado para enfrentar os mais diferentes tipos de inimigos que pretendem instaurar uma ditadura ideológica criminosa no país. Muita porrada e boas risadas".
Nas redes sociais várias pessoas condenaram o jogo e a BS Studios, a empresa criadora do game, que foi questionada mas não chegou a responder. Mesmo com todas as polêmicas, o jogo foi bem recebido pelos usuários da Steam, com uma nota positiva de 82 por cento.
No dia 10 de outubro um inquérito civil foi criado pelo Ministério Público do Distrito Federal e dos Territórios (MPDFT) contra a BS Studios. De acordo com os promotores, o jogo causa danos morais. No inquérito, foi solicitado que a Valve Corporation responsável pela Steam cesse a distribuição do jogo na plataforma. No mesmo mês, a campanha de Bolsonaro pediu ao TSE para suspender o game. Para a defesa de Bolsonaro, o game "configura evidente difusão de ódio e incitação à violência e ao crime, ao cidadão comum faz parecer que referido software/game tem efetiva relação com o próprio candidato, o que não condiz com a realidade".
Em 25 de outubro, O MPF (Ministério Público Federal) no Rio Grande do Sul, ajuizou uma ação civil pública para retirar o game do ar. O órgão alegou explícita apologia à violência contra defensores de direitos humanos.

### Apoio de líder da Ku Klux Klan
David Duke, líder do movimento racista Ku Klux Klan, elogiou Bolsonaro em um programa da rádio, afirmando que ele "soa como nós. É um candidato muito forte. É um nacionalista". Duke também realçou que Bolsonaro é "branco como um europeu" e que ele "está falando sobre o desastre demográfico que existe no Brasil e a enorme criminalidade que existe ali, como por exemplo nos bairros negros do Rio de Janeiro". Bolsonaro rejeitou o apoio de Duke e escreveu "Recuso qualquer tipo de apoio vindo de grupos supremacistas. Sugiro que, por coerência, apoiem o candidato da esquerda, que adora segregar a sociedade. Explorar isso para influenciar uma eleição no Brasil é uma grande burrice! É desconhecer o povo brasileiro, que é miscigenado."

### Declarações de Hamilton Mourão
Durante a recuperação de Bolsonaro após o atentado, seu vice-presidente de chapa, Hamilton Mourão, deu declarações consideradas controversas e revelou ter desejo de ir aos debates no lugar dele.
Mourão disse ter intenção de convocar uma nova constituinte, composta apenas por "notáveis" e não por pessoas eleitas democraticamente. Mourão também causou polêmica ao criticar do décimo terceiro salário, chamando-o de "jabuticaba", mas disse que isso não significa que iria por fim a ele. Bolsonaro disse ao Jornal Nacional que as afirmações de Mourão foram "infelizes".
Em 6 de outubro de 2018, Mourão causou uma nova controvérsia ao afirmar que seu neto é um "cara bonito" por conta do "branqueamento da raça" durante uma entrevista concedida no Aeroporto de Brasília. Mourão já havia se envolvido em uma polêmica relativa a questões raciais quando assumiu o posto de vice da chapa de Bolsonaro. Ele havia afirmado em uma palestra que o Brasil tinha a "indolência" dos indígenas e a "malandragem" dos negros.

## Promessas do candidato

### Economia
- Abertura e fechamento de empresas em 30 dias[125]
- Instituição da renda mínima[126]
- Superávit primário em 2020[127]
- Não aumentar impostos[128]
- Redução da carga tributária bruta[129]
- Unificação dos tributos federais[130]